# Il tagliaerbe 2 - The Cyberspace
Il tagliaerbe 2 - The Cyberspace (Lawnmower Man 2: Beyond Cyberspace) è un film del 1996 diretto da Farhad Mann, sequel del film Il tagliaerbe del 1992.

## Trama
Nel tentativo di realizzare un chip in grado di connettere tutti i sistemi operativi del mondo, un ingegnere informatico e un imprenditore riescono a riportare in vita Jobe Smith, rimasto sepolto alla fine del primo film. Jobe prende rapidamente il controllo della situazione e cerca nuovamente di controllare l'intero sistema informatico del pianeta. Solo un gruppo di hacker che si sono imbattuti per caso in Jobe comprendono il suo piano e cercano di sventarlo, con l'aiuto di Peter Parkette, vecchio amico del protagonista.

## Critica
Fantafilm scrive che si tratta di "uno dei tanti sequel di cui non si avvertiva la necessità" e che "il confronto con il precedente è improponibile: originalità e consistenza sono a livelli di guardia, e Farhad Mann, regista e co-sceneggiatore, non riesce a far di meglio che confezionare una esile avventuretta in stile Disney."